# Краснов, Николай Фёдорович (государственный деятель)
Николай Фёдорович Краснов (22 августа 1922, Шахты, Донецкая губерния — 27 декабря 1990, Москва) — советский учёный в области технических наук, педагог высшей школы, хозяйственный, государственный и политический деятель, профессор, доктор технических наук. Член КПСС.

## Биография
Родился в 1922 году в Шахтах.
В 1946 году окончил МВТУ им. Н. Э. Баумана.
С 1946 года — на хозяйственной, общественной и политической работе.
В 1946—1990 гг. :
- на научной работе в МВТУ им. Н. Э. Баумана,
- 1-й заместитель министра высшего и среднего специального образования РСФСР,
- председатель Государственного комитета СМ РСФСР по координации научно-исследовательских работ,
- заместитель заведующего Идеологическим отделом ЦК КПСС,
- заведующий кафедрой Аэродинамика Московского высшего технического училища имени Н. Э. Баумана,
- 1-й заместитель министра высшего и среднего специального образования СССР, член Национального комитета СССР по теоретической и прикладной механике[1].

За учебник «Аэродинамика» (1980, 3-е издание) был удостоен Государственной премии СССР за учебники в 1982 году.
Избирался депутатом Верховного Совета РСФСР 6-го созыва.
Пользовался уважением у коллег
Умер в Москве в 1990 году.

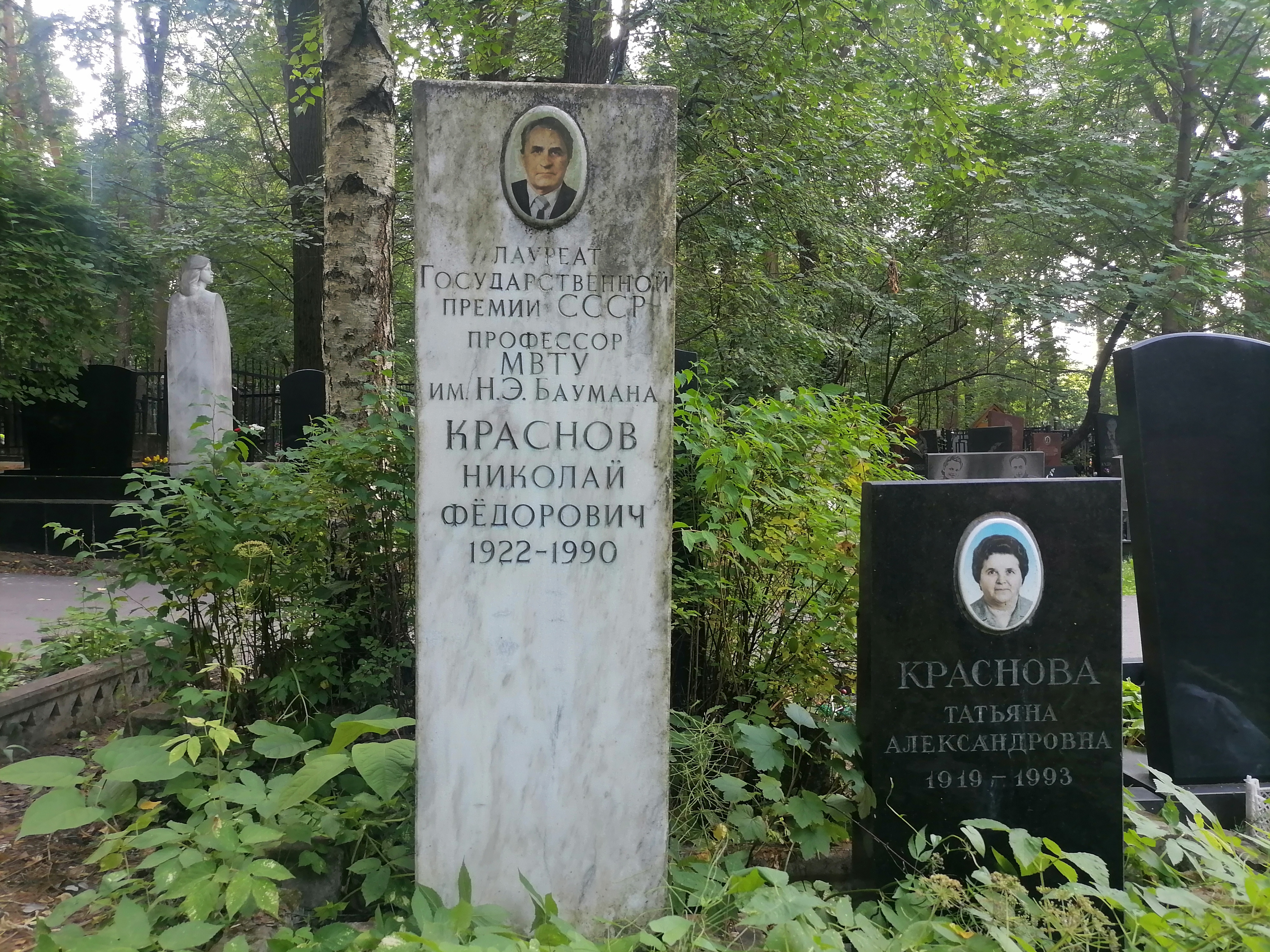
Могила на Кунцевском кладбище

Похоронен на Кунцевском кладбище (8 уч.).